# Joseph Desire Mawaye
Joseph Desire Mawaye (Douala, 14 maggio 1986) è un ex calciatore camerunese, di ruolo attaccante.

## Carriera

### Club

#### Kasımpaşa e Arka Gdynia
Segna il primo gol con il Kasımpaşa il 16 marzo 2008 nella vittoria casalinga per 1-0 contro l'İstanbul.
Gioca l'ultima partita con il Kasımpaşa il 3 maggio 2009 nella vittoria fuori casa per 0-2 contro il Gaziantep dove mette a segno un gol.
Debutta con l'Arka Gdynia il 27 marzo 2010 nella sconfitta fuori casa per 2-1 contro il Polonia Varsavia.
L'ultima partita la disputa il 29 maggio 2011 nella sconfitta fuori casa per 5-0 contro lo Śląsk Breslavia.
Il 30 giugno 2011 si svincola dall'Arka Gdynia.
Dal 2012 gioca per il Respect United, un team unito contro il razzismo.